# Cenoplumbomicrolita
La cenoplumbomicrolita és un mineral de la classe dels òxids, que pertany al grup de la microlita. Rep el nom segons la nomenclatura del supergrup dels piroclors. El prefix queno ve del grec, per buit, per la posició iònica vacant, plumbo deriva del llatí per a plom, i microlita és per la relació amb aquest mineral.

## Característiques
La cenoplumbomicrolita és un òxid de fórmula química (Pb,◻)₂Ta₂O₆(◻,OH,O). Va ser aprovada com a espècie vàlida per l'Associació Mineralògica Internacional l'any 2016. Cristal·litza en el sistema isomètric. La seva duresa a l'escala de Mohs és 6.
L'exemplar que va servir per a determinar l'espècie, el que es coneix com a material tipus, es troba conservat a les col·leccions mineralògiques del museu de geociències de l'Institut de Geociències de la Universitat de São Paulo (Brasil), amb el número de registre dr980.

## Formació i jaciments
Va ser descoberta al mont Ploskaya, dins el massís de Keivy, al districte de Lovozero (óblast de Múrmansk, Rússia). Es tracta de l'únic indret de tot el planeta on ha estat descrita aquesta espècie mineral.